# Tramwaje w Cieszynie
Tramwaje w Cieszynie – system komunikacji tramwajowej istniejący w Cieszynie w latach 1911–1921.

## Historia

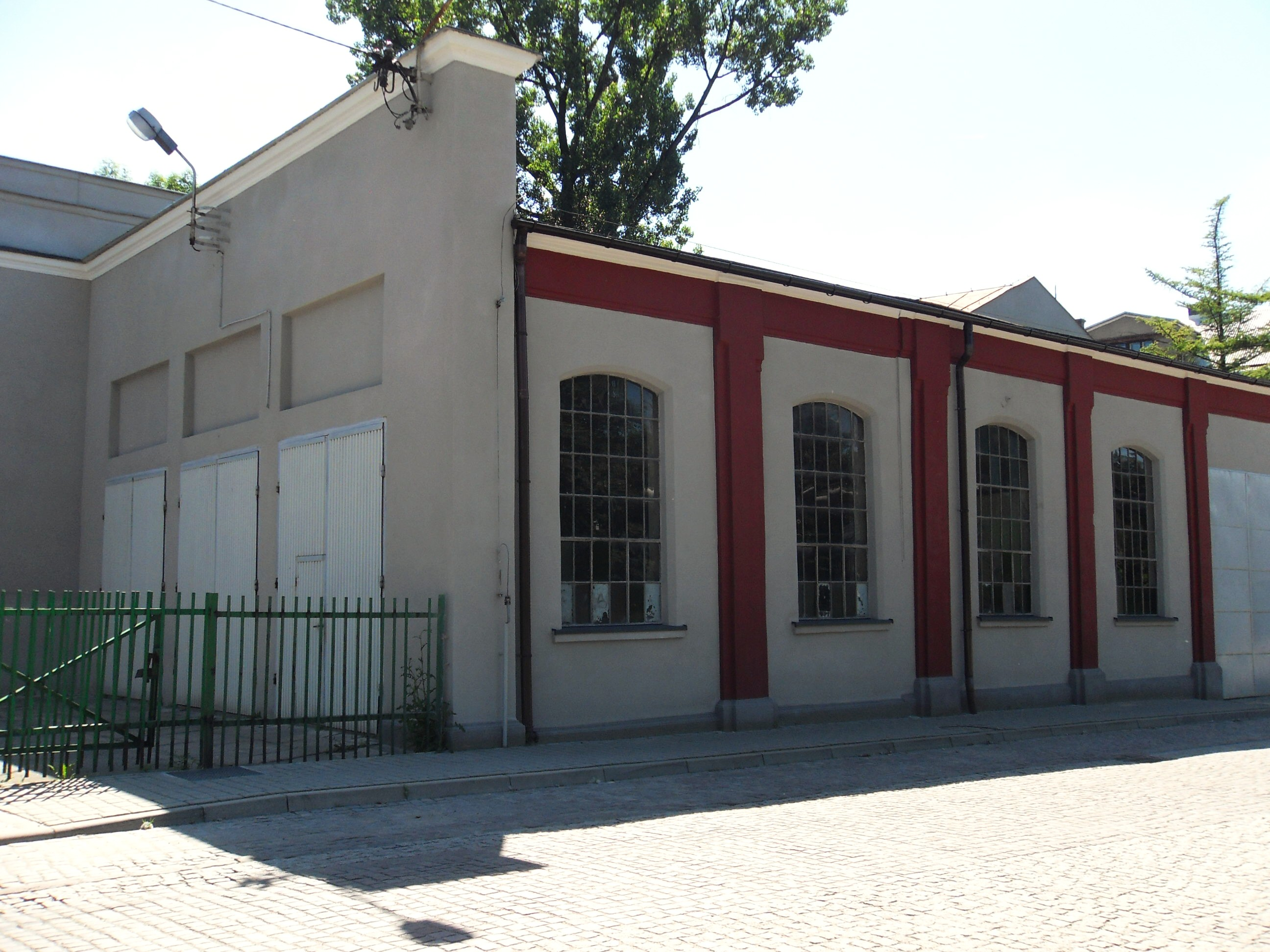
Dawna zajezdnia przy ul. Dojazdowej

W 1910, w związku z budową dworca Kolei Koszycko-Bogumińskiej, postanowiono o budowie linii tramwajowej. 12 lutego 1911 na cieszyńskie ulice wyjechały pierwsze wozy na trasie od ul. Bielskiej przez Rynek, ul. Głęboką, mostem na Olzie i ul. Główną do stacji kolejowej. Trasa miała 1793 metry długości, była jednotorowa z mijanką na Rynku i przy moście na Olzie. Tabor składał się z 4 wozów silnikowych firmy Ringhoffer z Pragi. Gdy w 1920 doszło do podziału miasta na część polską (Cieszyn) i czechosłowacką (Czeski Cieszyn), tramwaj kursował bez zmian, lecz wzmożone kontrole na moście granicznym uniemożliwiały płynną komunikację. 2 kwietnia 1921 postanowiono zlikwidować linię tramwajową, a tabor sprzedano do Łodzi, gdzie najdłużej (do 1959 – jako doczepny) kursował wagon nr 4. Do dziś w Cieszynie zachował się budynek zajezdni oraz rozetki do zawieszania sieci trakcyjnej.
W 2017 władze Cieszyna i Czeskiego Cieszyna zleciły opracowanie do kwietnia 2018 koncepcji przywrócenia transgranicznej komunikacji tramwajowej, która miałaby mieć przede wszystkim charakter atrakcji turystycznej. Prace, zainicjowane przez stronę polską, finansowane są ze środków unijnych w ramach programu „Przekraczamy Granice 2014–2020”. Projekt Analiza możliwości przywrócenia tramwaju jako atrakcji turystycznej Cieszyna i Czeskiego Cieszyna o wartości brutto 97 tys. zł zrealizowało konsorcjum firm Kreatus z Bielska-Białej i Wolański z Warszawy i miało za zadanie rozważenie aspektów historycznych, przestrzennych, technicznych, rozwoju turystyki, marketingowych i prawnych przywrócenia połączenia tramwajowego (na trasie historycznej lub innej) lub alternatywnej formy komunikacji ze wskazaniem lokalizacji przystanków, zajezdni i charakteru linii (jedno- lub dwukierunkowa).
Rozważano linię w przebiegu historycznym od dworca kolejowego w Czeskim Cieszynie przez Most Przyjaźni, Stare Miasto, do skrzyżowania ul. Wyższej Bramy i Bielskiej (ok. 1,85 km) oraz wariant poprowadzony przez rynek Czeskiego Cieszyna i wydłużony od Górnego Rynku do dworców autobusowego i kolejowego przy ul. Hajduka (ok. 2,1 km). Spośród różnych możliwych środków transportu do szczegółowego opracowania wybrano projekt zabytkowego tramwaju, jednak ostatecznie ustalono, że miałby on wyłącznie charakter turystyczny i nie rozwiązywałby żadnych problemów komunikacyjnych mieszkańców, co wobec licznych zmian w organizacji ruchu wykazało nieopłacalność rozwiązania. Ze względu na przebieg przez zabytkowe centrum konieczne byłoby stosowanie długich odcinków jednotorowych, sygnalizacji świetlnych i ostrych łuków.

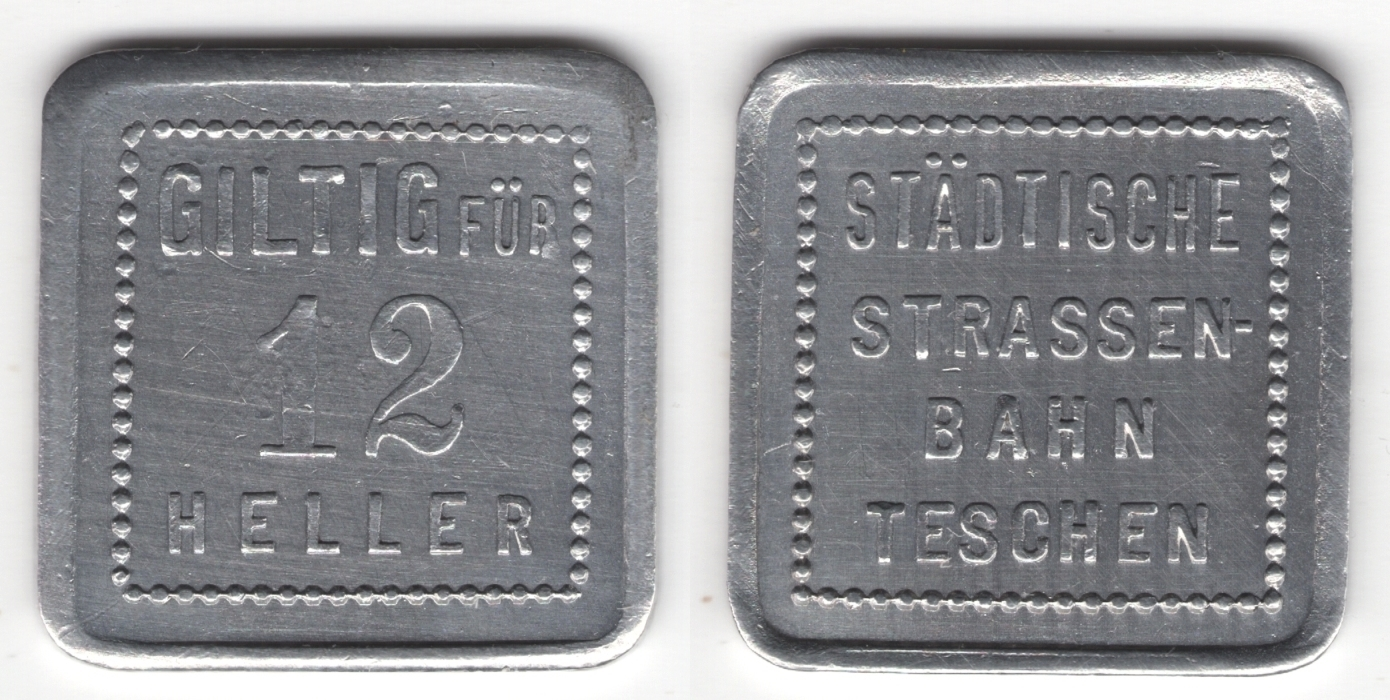
Aluminiowy żeton za 12 halerzy

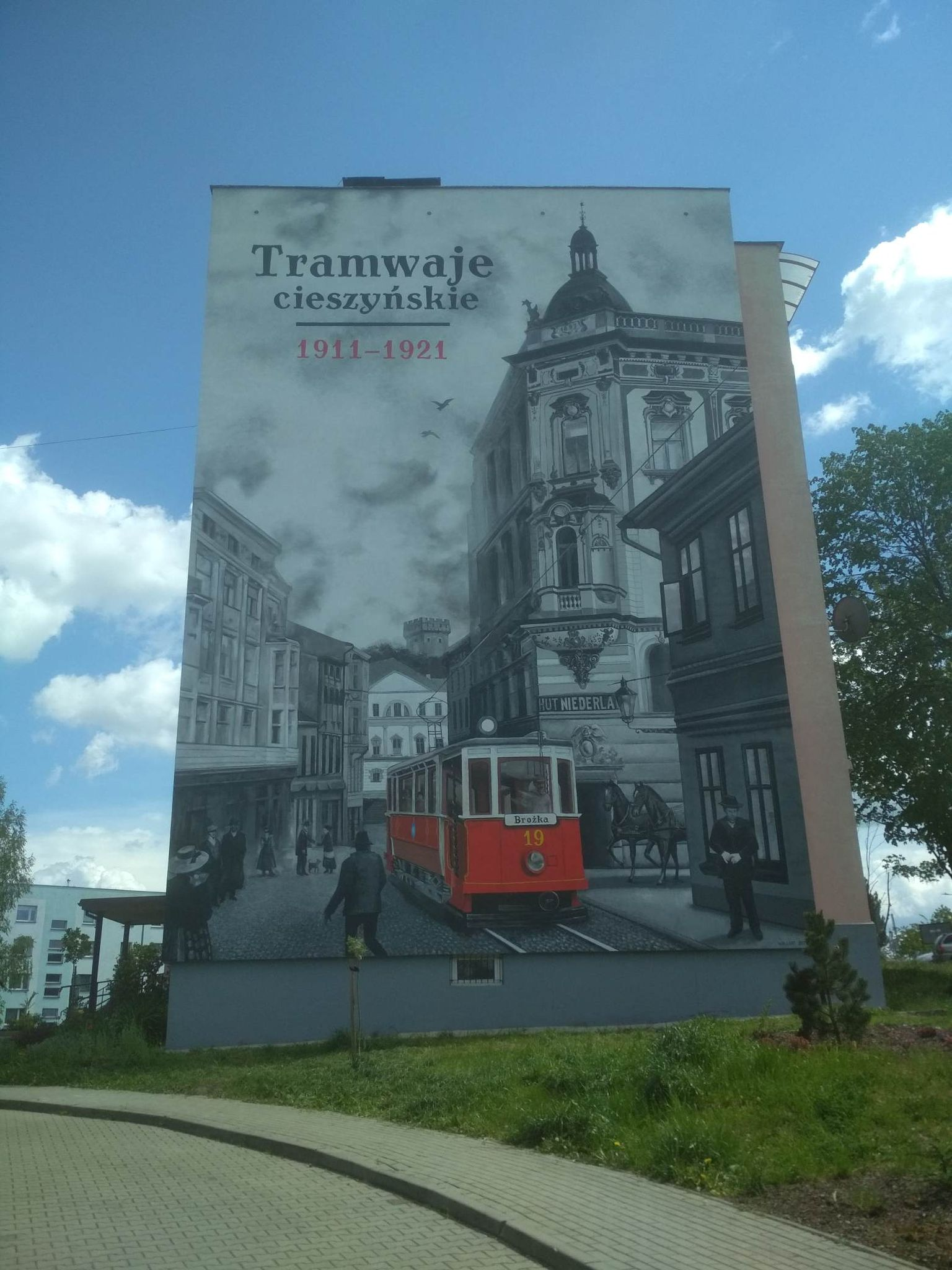
Mural "Tramwaje cieszyńskie"

Według opinii burmistrza Cieszyna z kwietnia 2018 r. tramwaj nie zostanie zrealizowany. Ostatecznie zdecydowano się na ustawienie repliki tramwaju w pobliżu mostu granicznego, przebudowę ul. Głębokiej w deptak, umieszczenie w części ulic szyn tramwajowych, ustawienie punktów informacji turystycznej w postaci słupków przystankowych, stworzenie aplikacji z wykorzystaniem rzeczywistości rozszerzonej i przygotowanie gry miejskiej.

## Dane techniczne wagonu

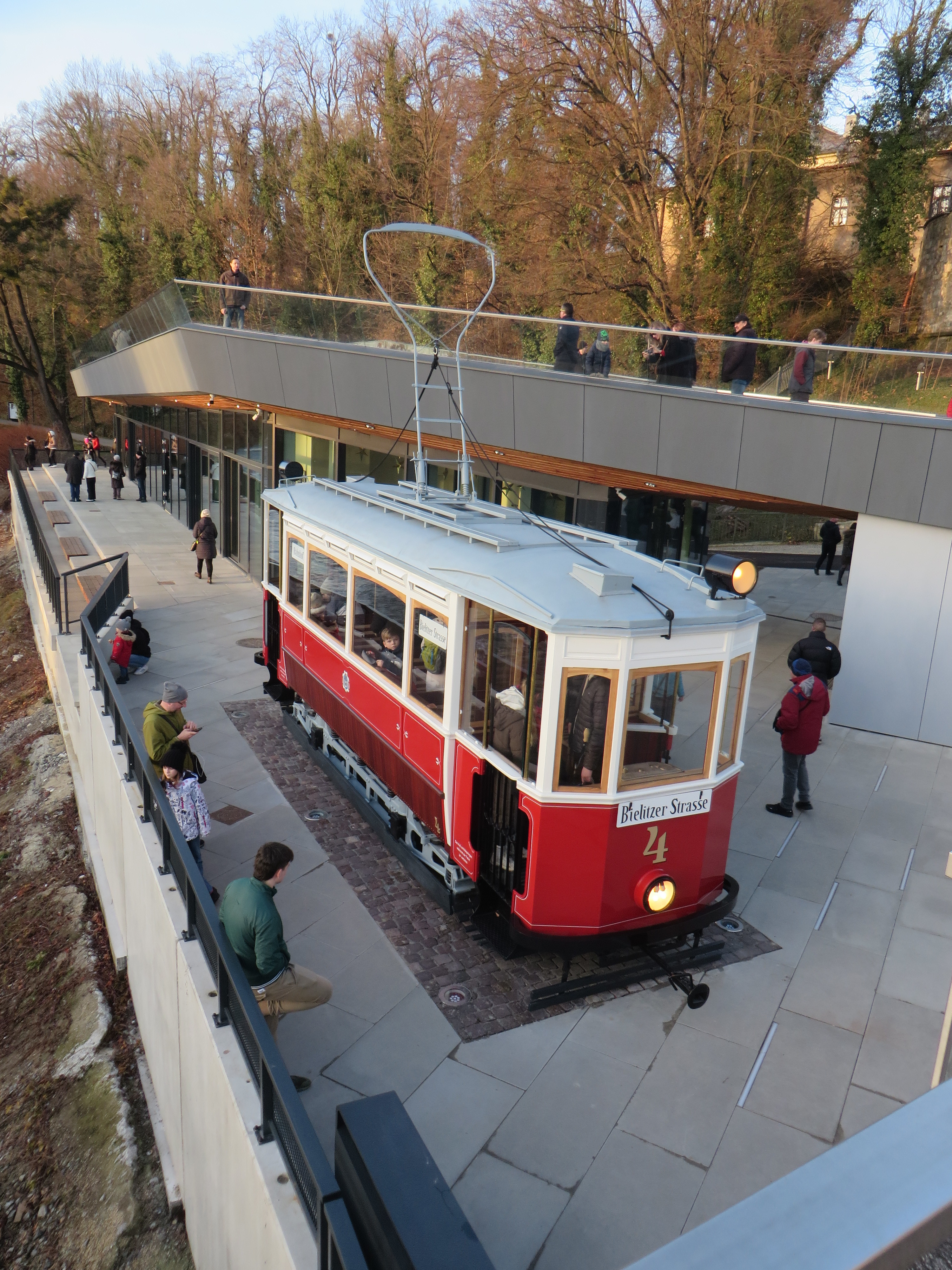
Replika tramwaju w pobliżu mostu granicznego i Transgranicznego Centrum Informacji Turystycznej.

Podstawowe dane techniczne cieszyńskich wagonów, to;
- Producent – Ringhoffer, Praga
- Liczba miejsc – 18 siedzących, 12 stojących
- Silnik – elektryczny firmy A.E.G. o mocy 22kW, dwa w jednym wagonie
- Waga – 10800kg
- Wymiary: długość: 8100mm, szerokość: 2050mm, wysokość: 3250mm
- Liczba osi – 2
- Kolor: biało-czerwony (od 1911 - 1920 roku),  ciemnozielony (od roku 1920)
- Skład taboru: 4 dwukierunkowe wagony

## Wygląd i konstrukcja wagonu
Wagony dwukierunkowe i dwusilnikowe - każdy o mocy 22 kW, wyposażone w sprzęt elektryczny firmy AEG, z odbierakiem lirowym. Podwozie miało dwie osie z kratami ochronnymi, z karoserią osadzoną na resorach piórowych z częściowo zamkniętymi pomostami mieszczącymi łącznie ok. 12 osób. Do wnętrza tramwaju prowadziły kratowe drzwi.
Pomosty wyłożone były drewnem, elementy wyposażenia motorniczego były mosiężne. Skrzynia wagonu była drewniana, do połowy wysokości obita blachą, dach płócienny. 
Przedział pasażerski były oddzielony od motorniczego drewnianymi drzwiami. 
Na każdym z boków wagonów mocowane były po 4 okna różnej wielkości (2 zewnętrzne węższe, 2 środkowe szersze); nad każdym z nich znajdowało okno wentylacyjne; po jednym dla węższych lub dwa okna dla szerszych. W wagonie nad jego oknami wisiała linka połączona z dzwonkiem, która służyła do powiadamiania motorniczego. Układ siedzeń w przedziale był poprzeczny: dwa miejsca x6 rzędów na jednym boku i jedno miejsce x6 rzędów na drugim boku. 
Do 1920 roku wagony były malowane na biało-czerwono z herbem Cieszyna umieszczonym centralnie na boku wagonów. Po 1920 roku kolor zmieniono na ciemnozielony i usunięto niemieckojęzyczne tabliczki z nazwami kierunków jazdy, które były umieszczane na przodzie wagonu. 
Oświetlenie wagonu składały się z: reflektora na przodzie wagonu, reflektora na dachu oraz oświetlenia wewnątrz kabiny pasażerskiej – sześć elektrycznych lamp sufitowych oraz dwie lampy awaryjne oświetlane świecami. 

## Rozkład jazdy
Tramwaj kursował od godziny 6:17 rano do godziny 22:42, a odstępstwem od tego był dzień sylwestrowy, gdy tramwaj kursował do godziny 1:00 następnego dnia. Tramwaje kursowały co 10-12 minut, a czas przejazdu w jedną stronę wynosił 12 minut. W tym samym czasie na linii mogły znajdować się trzy wagony, a czwarty - rezerwowy stał w zajezdni przy ulicy Dojazdowej. 

### Przebieg trasy
Trasa liczyła 11 przystanków (oraz 1 zajezdnię), z których po podziale Cieszyna; 7 było w Polsce, a 4 w Republice Czechosłowackiej:
1. Bielitzerstraße – ul. Bielska
2. Oberring – Górny Rynek
3. Demelplatz – Rynek (mijanka)
4. Alter Markt – Stary Targ
5. Hotel Austria (przystanek na żądanie)
6. Münzgasse – ul. Mennicza (przystanek na żądanie)
7. Schloβgasse – ul. Zamkowa (przystanek na żądanie)
8. Olsabrücke – Most na Olzie (mijanka)
9. Hoheneggerstraße – ul. Praska (przystanek na żądanie)
10. Bahnhofstraße – ul. Dworcowa
11. Bahnhof – Dworzec kolejowy

## Bilety i żetony tramwajowe
Początkowo stosowano bilety papierowe sprawdzane przez kontrolerów, później wprowadzono żetony. Opłata za przejazd w jedną stronę wynosiła od 12 do 14 halerzy. Można też było nabyć bilet ulgowy - dla dzieci o wartości 6 halerzy.
W pierwszym dniu kursowania tramwaju sprzedano łącznie 4000 biletów. Bilety na samym początku różniły się od tych, które wprowadzono później (które zawierały dodatkowe oznaczenia dla konduktora). Rocznie sprzedawano ok. 380 tys. biletów. 

## Szlakiem cieszyńskiego tramwaju
"Szlakiem cieszyńskiego tramwaju - rozwój transgranicznej turystyki", to tytuł projektu dofinansowanego przez Unię Europejską ze środków Europejskiego Funduszu Rozwoju Regionalnego w ramach Programu Interreg V-A Republika Czeska – Polska. 
Jego celem (w zakresie poświęconym cieszyńskiemu tramwajowi) było stworzenie transgranicznego produktu turystycznego, który opierał się na historii linii tramwajowej, a jego efektem było m.in.:  
- zamontowanie wzdłuż trasy tramwaju symbolicznych przystanków, przy których można znaleźć można tablicę z fragmentem planu miasta, z zaznaczonymi atrakcjami turystycznymi oraz tabliczkę ze znacznikami w formie kodów QR, odsyłających do bogatych multimediów dotyczących miasta[9],
- aplikacja na telefon typu smartfon, wykorzystująca technologię rozszerzonej rzeczywistości (AR) do: "prezentacji fotoretrospekcji, pozwalając użytkownikom na porównanie archiwalnych zdjęć z aktualnym widokiem danego miejsca"[9],
- Transgraniczne Centrum Informacji Turystycznej (TCIT), które powstało obok Mostu Przyjaźni, w miejscu dawnego budynku granicznego i w pobliżu dawnego przystanku tramwaju: "Most na Olzie"[9].
- replika tramwaju cieszyńskiego, ustawiona przy brzegu rzeki Olzy, tuż obok budynku TCIT[9],
- video mapping 3D - projekcje filmowe na fasadzie cieszyńskiego Ratusza oraz w Czeskim Cieszynie inspirowane historią tramwaju i miasta, których pojedyncze projekcje trwały tyle samo, co kurs tramwaju - 12 minut[9],
- strona internetowa szlakcieszynskiegotramwaju.treespot.pl, na której były zebrane informacje, m.in. o projekcie, o przebiegu szlaku, replice tramwaju, o odkryciach archeologicznych, które były wynikiem prac w trakcie realizacji projektu[5],
- Kulinarny szlak cieszyńskiego tramwaju, który prowadził trasą kursowania cieszyńskiego tramwaju - od dworca w Czeskim Cieszynie do skrzyżowania ulicy Wyższa Brama i ulicy Bielskiej[10]. Lokale gastronomiczne, które wzięły udział w realizacji tego szlaku oferowały: tematyczne zestawy, dania, desery, ciastka, sałatki i napoje[10].

## Tramwaj w tekstach i na deskach teatru
Poetka z Zaolzia - Renata Putzlacher wspomniała cieszyński tramwaj w utworach "Cieszyńskie divertimento" oraz "Mandala":
„Urodzić się przed tylu laty
w mieście - naczyniu połączonym,
pierwszym tramwajem mknąć na gapę
przez Olzę (wówczas w obie strony)"
Renata Putzlacher - „Cieszyńskie divertimento”
„Znów stoi na moście bezdomny Kohn
a na Menniczej zawodzi Rachela
i tramwaj dzwoni choć po nim
zaginał już ślad
w tym mieście trwa senna niezmienna niedziela”
Renata Putzlacher - „Mandala”
O cieszyńskim tramwaju śpiewał także czeski pieśniarz Jaromir Nohavica w utworze „Těšínská - Cieszyńska” (który był też wykonywany przez Artura Andrusa jako „Cieszyńska”):
„Gdybym urodził się przed stu laty
w tamtej erze
tylko dla ciebie zrywałbym kwiaty
w to święcie wierzę
Tramwaj na moście codzienny raban
słońce by samo podnosiło szlaban
obiadu zapach i
pełne talerze
Wieczorem śpiewałbym z Mojżeszem
o dawnych wiekach
lato rok tysiąc dziewięćset dziesięć
za domem rzeka”
15 maja 2004 roku miał premierę spektakl muzyczny "Cieszyńskie nebe – Těšínské niebo", o podtytule „sentymentalnego rajdu tramwajowego”.  Pieśniarz Jaromír Nohavica, poetka Renata Putzlacher, reżyser Radovan Lipus i muzyk Tomáš Kočko, wraz z aktorami Sceny Polskiej i Czeskiej teatru Těšínské divadlo w Czeskim Cieszynie stworzyli czesko-polski spektakl muzyczny, w którym tramwaj jest elementem scenografii oraz symbolem zjednoczenia, przełamywania granicy. 

## Mural "Tramwaje cieszyńskie"
W 2022 roku, w dniach od 9 do 13 maja, w Cieszynie, na ścianie szczytowej bloku przy ul. Ludwika Brożka 19, powstał antysmogowy mural (wykonany farbą o właściwościach fotokatalitycznych) pod nazwą "Tramwaje cieszyńskie". Mural został zrealizowany z projektu Fundacji Aktywności Społecznej Cieszynianka pt. "Ścianą w SMOG" dofinansowanego w ramach programu "Moja Mała Ojczyzna" Fundacji Banku Gospodarstwa Krajowego. Temat muralu został wybrany w plebiscycie przeprowadzonym wśród mieszkańców os. Podgórze II w Cieszynie ("Tramwaje cieszyńskie" zdobyły 45% głosów, Gwido Langer - 34% głosów, Gustaw Morcinek - 21% głosów) i jest związany z historyczną rocznicą - okresem kursowania tramwajów: od 1911 do 1921 roku. 
Na muralu widnieje tramwaj  w kolorze czerwonym, jadący w górę ul. Głębokiej, w pobliżu skrzyżowania z ul. Menniczą, na tle czarno-białych kamienic ul. Głębokiej, numery: 42, 44 oraz 45 i 47. Na dalszym planie znajduje się Pałac Myśliwski Habsburgów oraz Wieża Piastowska. 

## Trivia
Najbardziej niebezpiecznym odcinkiem linii tramwajowej był ten, który łączył ulicę Głęboką z Zamkową. Wynikało to z faktu, że w tym miejscu występował znaczny spadek ulicy Głębokiej, a wraz z ostrym zakrętem do ulicy Zamkowej mogło to skutkować groźbą wykolejenia wagonu (co nie raz się zdarzało).  Ten fragment był też szczególny, ponieważ w wyjątkowej sytuacji mógł służyć np. za tzw. mijankę, gdyż za pośrednictwem zwrotnicy wagon tramwajowy mógł wjechać na bocznicę prowadzącą do zajezdni.
Tramwaj kursował od godziny 6:17 rano do godziny 22:42, a odstępstwem od tego był dzień sylwestrowy, gdy tramwaj kursował do godziny 1:00 następnego dnia.
Około 2012 roku powstał kartonowy model do sklejania w skali 1:25 autorstwa Jana Kołodzieja p.n. "Modelik 23_12 RINGHOFFER 1911 Tramwaj miejski z Cieszyna z 1911 roku", który został opracowany z pełnym wnętrzem, bogatą kolorystyką i podstawką z brukiem ulicy.
W 2012 roku  wyemitowano mosiężne i srebrne monety pamiątkowe o nominale 16 halerzy, p.n. "Tramwaje w Cieszynie". Na ich awersie widnieje: "Tramwaj jadący po ulicy Głębokiej w dół; z tyłu wieża ratusza w Cieszynie; z lewej strony, u dołu logo Grossus Tessinensis", a na rewersie "Centralnie żeton tramwajowy, u góry w poziomie nominał: 16; u dołu w poziomie daty: 1911 - 1921; pod datami znak Mennicy Kremnica".
W 2020 roku dzięki inicjatywie Fundacji Lokalsi, powstał "portal regionalny dla Śląska Cieszyńskiego oparty na materiałach z Miesięcznika TRAMWAJ CIESZYŃSKI" (pod adresem https://tramwajcieszynski.pl/) oraz magazyn "TRAMWAJ CIESZYŃSKI" (nr ISSN 2543-8751), który był opisywany jako "magazyn dla Śląska Cieszyńskiego, bezpłatny, społeczno - kulturalny miesięcznik z lekką nutą ideologiczną". Redakcja miesięcznika mieściła się na piętrze kamienicy przy ulicy Menniczej 44, a na parterze istniała kawiarnia Tramwaj Cafe , stylizowana na tramwajowy wagon. 
Z okazji 110-lecia kursowania cieszyńskich tramwajów został wydany znaczek pocztowy. Zaprojektowany przez Macieja Dembinioka, wprowadzony do obiegu: 18 marca 2021, w nakładzie 18 sztuk.
W Muzeum Śląska Cieszyńskiego jest eksponowany model tramwaju z klocków LEGO w skali 1:40 autorstwa Macieja Dembinioka. Został on zbudowany z 281 klocków i zawiera minifigurki Lego: motorniczego, kontrolera biletów i pasażera oraz podstawkę z fragmentem "brukowanego torowiska".
W serwisie You Tube, na oficjalnym kanale Muzeum Śląska Cieszyńskiego jest publikowany film p.t.110 Lat od uruchomienia linii Tramwajowej w Cieszynie, który powstał jako część tzw. "wirtualnych Spotkań Szersznikowskich" (cykl spotkań dotyczących historii miasta realizowanych przez Muzeum Śląska Cieszyńskiego).
Istnieje opracowanie symulacji ruchu tramwajowego w Cieszynie, wykonane przez Macieja Dembinioka, które można odtworzyć korzystając z programu BAHN 3.81. Dzięki temu opracowaniu można odtworzyć przebieg linii tramwajowej w Cieszynie i schemat jej działania, zapoznać się z oryginalnymi nazwami przystanków (które występowały w języku niemieckim) i z rzeczywistymi godzinami odjazdów z przystanków końcowych.
W Ústí nad Labem kursowały tramwaje Ringhoffer, które od tych z Cieszyna różniły się tylko kilkoma szczegółami: pantografem (zamiast odbieraka lirowego), innym układem siedzeń (wzdłuż ścian kabiny) i zastosowaniem hamulca ciśnieniowego.